# Осборн, Марк
Марк Рендольф Осборн (англ. Mark Randolph Osborne; род. 17 сентября 1970, Трентон) — американский режиссёр, сценарист, продюсер и художник-мультипликатор.

## Биография
Творческий путь Марка Осборна начался в 1993 году с режиссуры музыкального клипа на песню «Jurassic Park» «Странного Эла» Янковича. Клип был выполнен в стиле мультфильма с пластилиновой анимацией.
В 1998 Осборн снял пластилиновый мультфильм «More», первый мультфильм, снятый в формате IMAX. Мультфильм выдвигался на премию «Оскар».
Мировую известность получил после выхода мультфильма «Кунг-фу панда» в 2008, в котором он выступил режиссёром, продюсером и актёром озвучивания. Помимо известности, эта работа принесла Осборну номинацию на «Оскар» в 2009 году.

## Личная жизнь
Женат, есть сын Райли. Также Марк является младшим братом телевизионного продюсера Кента Осборна.

## Фильмография
- 1993 — Jurassic Park (видеоклип)
- 1998 — Ещё / More
- 2004 — Губка Боб Квадратные Штаны / The SpongeBob SquarePants Movie (режиссер: последовательность живых действий)
- 2008 — Кунг-Фу Панда / Kung Fu Panda
- 2015 — Маленький принц / The Little Prince